# Many too many
Many too many is een liedje geschreven door Tony Banks. Hij schreef het voor het studioalbum ...And then there were three... van Genesis.

## Lied
Banks zei tegen IO Pages in juni 2018 dat het één van zijn eerste liefdesliedjes was die hij op papier zette. Hij dacht ten tijde van het schrijven dat zijn persoonlijk leven te oninteressant was om maar iets over te schrijven; hij schreef liever over mythes etc. Hij dacht dat iemand anders zich nooit in zijn belevingswereld zou verdiepen; het tegendeel bleek waar, aldus Banks in hetzelfde blad. Many too many gaat over een misgelopen liefde. Banks was nog niet helemaal zeker van zaak; hij schreef het uit het perspectief van derden. Het zou het laatste Genesis-nummer zijn waarin Banks de mellotron bespeelde. Jim van Alphen van Het Parool omschreef het op 5 april 1978 als een van de melodieuze liedjes van het album.
Voor zover bekend werd het nummer nooit tijdens een Genesisconcert gespeeld, alhoewel de band het tijdens een soundcheck voor het Knewborth Festival van 1978 speelde. Many too many zou bijna haar podiumpremière beleven tijdens Turn It on Again: The Tour, maar het nummer viel af. Ook werd Many too many gerepeteerd voor de The Last Domino? Tour van 2020, maar die werd afgelast vanwege de coronapandemie.

## Single
In de zomer van 1978 werd Many too many op single uitgegeven als opvolger van Foolow you follow me. De Nederlandse singlehoes vermeldde het nummer als Many, too many (het label weer Many too many. Het platenlabel Charisma Records werd toen in Nederland gedistribueerd door Phonogram Records (cat.no. 6228205). Op de B-kant werden twee nummers geperst die op geen van de studioalbums van Genesis voorkwamen: The day the light went out van Banks en Vancouver van Mike Rutherford en Phil Collins. Beide nummers werden opgenomen in de verzamelbox Genesis Archive 2: 1976–1992. De single haalde de 43e plaats in de Britse top 50, waarin het vijf weken stond. Ter vergelijking, Follow you follow me haalde plaats 7 in dertien weken. De single haalde ook in Duitsland de hitparade (zes weken met hoogste plaats 41); Nederland en België kenden geen noteringen.